# František Komárek
František Komárek (5. října 1920 – ???) byl český a československý politik a poúnorový bezpartijní poslanec Národního shromáždění ČSR.

## Biografie
K roku 1954 se profesně uvádí jako vedoucí konstrukce n. p. Koh-i-noor.
Ve volbách roku 1954 byl zvolen do Národního shromáždění ve volebním obvodu Praha-město jako bezpartijní kandidát. V parlamentu setrval až do konce funkčního období, tedy do voleb roku 1960.